# Équipe de Malaisie de hockey sur glace
L'équipe de Malaisie de hockey sur glace est la sélection nationale de Malaisie regroupant les meilleurs joueurs malaisiens de hockey sur glace. L'équipe est sous la tutelle de la Fédération de Malaisie de hockey sur glace.
Depuis le 28 septembre 2006, elle est membre de la Fédération internationale de hockey sur glace. La Malaisie n'est actuellement pas classée dans le classement IIHF. La Malaisie est prévu de faire sa première apparition aux championnats du monde en 2020 dans la division IV qui sera disputée à Bichkek au Kirghizistan.

## Résultats

### Jeux olympiques
- 1920-2022 - Ne participe pas

### Championnats du monde
- 1920-2018 - Ne participe pas
- 2020 - Annulé en raison du coronavirus
- 2021 - Annulé en raison du coronavirus
- 2022 - 4e de Division IV

### Jeux asiatiques d'hiver
- 1986-2003 - Ne participe pas
- 2007 - 8e place
- 2011 - 5e de Division I
- 2017 - 5e de Division II

### Jeux d'Asie du Sud-Est
- 2017 -  Médaille de bronze

### Challenge d'Asie
- 2008 -
- 2009 -
- 2010 - 4e place
- 2011 - Ne participe pas
- 2012 -
- 2013 - Quart de finaliste
- 2014 - Ne participe pas
- 2015 - 5e de Division I
- 2016 - 2e de Division I
- 2017 - 4e place
- 2018 - 1re de Division I

## Équipe moins de 20 ans

### Challenge d'Asie moins de 20 ans
- 2018 -

## Équipe moins de 18 ans

### Challenge d'Asie moins de 18 ans
- 2012 -